# Skanderborg Festival

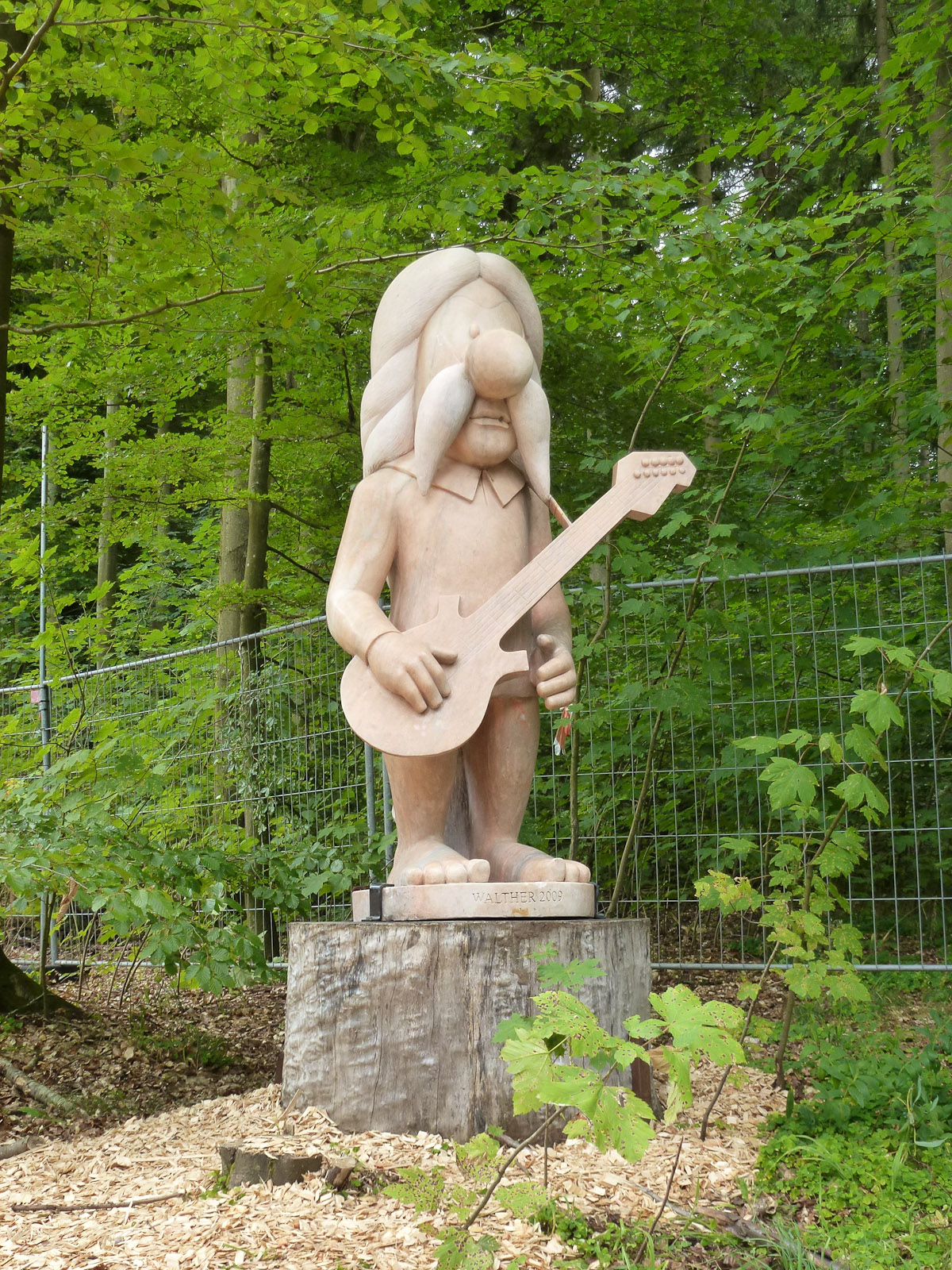
Eingang in das Festival

Das Skanderborg Festival ist ein jährlich im zweiten Wochenende des Augustes stattfindendes Musikfestival in Dänemark.
Die Festivität finden drei Tage lang im Laubwald von Skanderborg im Festival Hovedkontor statt, was zum Slogan des Festivals „Dänemarks schönstes Musikfestival“ (dänisch: Danmarks Smukkeste Festival) führte. Es ist auch bekannt als das SmukFest. Künstler aus den Genres Rock-, Pop-, Blues- und Heavy-Metal-Musik.
Seit 1980 wird das Festival veranstaltet. Im ersten Jahr traten sieben Bands vor 600 Zuschauern auf. Seit dem Jahr 2009 ist das Skanderborg Festival mit über 45.000 Besuchern hinter dem Roskilde Festival (115.000 Besucher) die größte und erfolgreichste Musikveranstaltung des Landes.